# Saxsävmott
Saxsävmott (Donacaula forficella) är en fjärilsart som först beskrevs av Carl Peter Thunberg 1794.  Saxsävmott ingår i släktet Donacaula, och familjen mott. Arten är reproducerande i Sverige.

## Bildgalleri

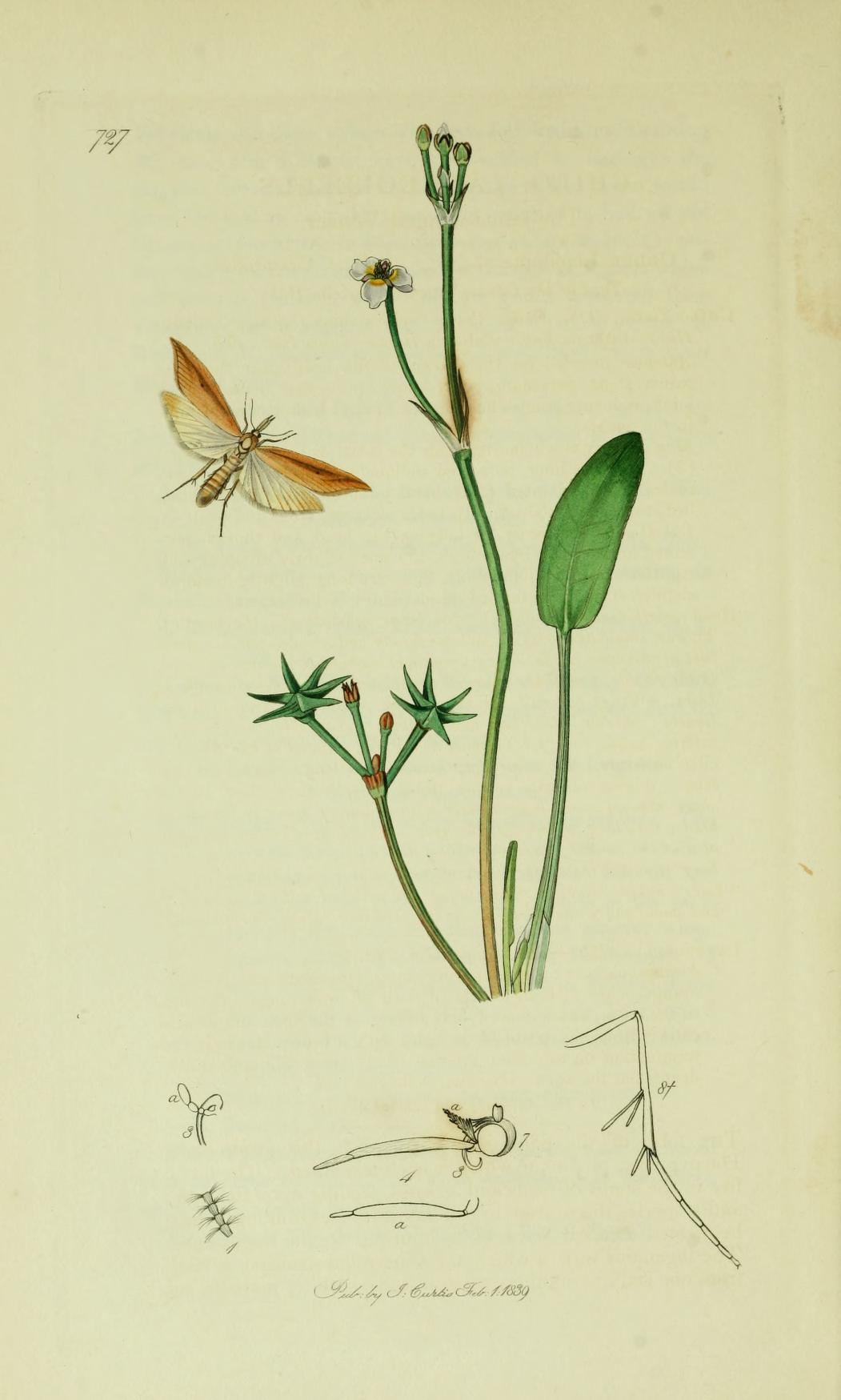